# Olophontosia dimorpha
Olophontosia dimorpha är en fjärilsart som beskrevs av Sergius G. Kiriakoff 1974. Olophontosia dimorpha ingår i släktet Olophontosia och familjen tandspinnare. Inga underarter finns listade i Catalogue of Life.